# André Labeylie
André Labeylie, né le 30 janvier 1926 à Saint-Martin-de-Seignanx (Landes) et mort le 31 juillet 1998 à Tarnos (Landes),, est un coureur cycliste français. Il évolue au niveau professionnel de 1950 à 1954.

## Palmarès

### Palmarès amateur
- 1945
  - Championnat de Guyenne[2]
- 1948
  - Paris-Verneuil
- 1949
  -  Champion de France des sociétés
  - Tour de Hongrie :
    - Classement général
    - 4e étape

  - 2e de Paris-Verneuil

### Palmarès professionnel
- 1950
  - 2e du Bordeaux-Saintes
- 1951
  - 3e des Boucles de la Gartempe

## Résultats sur les grands tours

### Tour de France
1 participation
- 1951 : 46e